# Nagrada Grada Skradina (automobilizam)
Nagrada Grada Skradina (poznata kao "Trke priko Krke"), hrvatsko međunarodno brdsko automobilističko natjecanje. Organizira ju AK Mihovil iz Šibenika. Skradinska staza slovi kao jedna od najljepših staza u Hrvatskoj. Na ovoj utrci u svojim su kategorijama pobjeđivali Dejan Dimitrijević (Seat Leon R32T), Istvan Kavecz, Domagoj Pereković ( Mitsubishi Lancer Evo IX), Laszlo Szasz, Mario Jurišić (Opel Vectra STW 2.0), Filip Križanić-Bijelić (Mitsubishi Lancer Evo VIII), Saša Radola (Honda Civic TypeR), Duško Banjeglav (Peugeot 106 GTI 1.6), Mladen Sigurnjak (VW Golf I Gti 1.8) i dr. Rekord staze držali su Domagoj Pereković i Siniša Krainc. Nagrada se boduje u konkurenciji državnih prvenstava Hrvatske i Bosne i Hercegovine, te Kupa Bnih i Prvenstva Regije Jug HAKS-a. i dr.